# رابین ناکس-جانستون

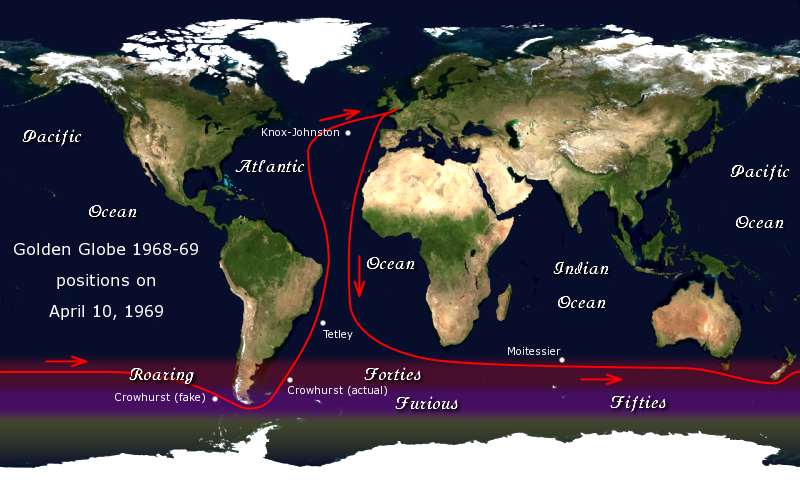
مسیر مسابقه گلدن گلوب که ناکس-جانستون در آن برنده شد.

سر رابین ناکس-جانستون (۱۹۳۹-) دریانورد انگلیسی‌است. او نخستین کسی‌است که به تنهایی و بدون توقف با قایق بادبانی دور کره زمین دریانوردی کرده‌است.